# بول دو سانفيل
بول دو سانفيل (بالفرنسية: Paul de Senneville)‏ (ولد في 30 يوليو 1933) هو مؤلف موسيقي فرنسي.

## المهنة
بدأ حياته المهنية بالعمل صحفيا للصحف الفرسية مثل فرانس سوار. ولاحقا عمل منتجا لبرامج التلفاز.

## مهنته كموسيقي
عمل مديرا لشركة تسيجلات هي ديلفين ريكوردز، وبدأ مهنة جديدة تتمحور حول شغفه الموسيقي.
كتب أول أغانية في عام 1962، وساهم بموسيقاه في العديد من الأغاني في عدة أفلام سينمائية أنتجتها شركات فرنسية مثل جالاكسي يونيفرس ودابير فيلمز. وفي عام 1968 التقى بأوليفييه توسان الذي بدأ معه شراكة في كتابة الأغاني. وسجلت أغانيهما بأصوات فنانين فرنسيين مثل ميريل ماتيو، ميشيل تور، كريستوف، هيرفي فيلار، داليدا، بيتولا كلارك وكلود فرانسوا. تجاوزت مبيعات الأغاني التي اشتركا فيها 100 مليون تسجيل دوليا. كما اشترك مع الشاعر جان لوب دبادي، وكتب «كل المراكب كل العصافير» وهي أغنية حققت نجاحا ساحقا وسجلها ميشيل بولناريف. ولاحقا اشترك الثنائي في الإنتاج. وبدؤوا في إنشاء مجموعة بوب كونيسرتو أوركسترا، والتي قادها توسان في الغناء. ثم أطلقوا مجموعتهم الثانية أناركيك سيستم والتي أنتجت موسيقى الروك آند رول. ولمدة خمس سنوات باعت تلك المجموعتان أكثر من ستة ملايين نسخة.

## دولان ميلودي
أدى نجاح دولان ميلودي إلى إطلاق شهرة عازف الترومبيت جان كلود بوريلي. تصدرت الأغنية قوائم الأغنيات الأكثر نجاحا في فرنسا وسويسرا وبلجيكا ثم في ألمانيا والنمسا وهولندا. ثم وصلت إلى المرتبة الأولى في جنوب أفريقيا ولاحقا في اليابان.
وفي عام 1978 اشتركت إحدى أغنيات بول في مسابقة الأغنية الأوروبية (يوروفيجن) وهي أغنية حدائق موناكو.
وفي عام 1976 رشح هو وأوليفييه لجائزة سيزار لأفضل موسيقى أصلية (وهي جائزة تعادل جائزة الأوسكار الأمريكية وتمنح في مجال الموسيقى التصويرية) وكانت في فيلم «الكفن بلا جيوب».
ومنح لقب كونت وهو لقب فرنسي للنبلاء.

## دولفين ريكوردز
أنشأ بول وأوليفييه شركة تسجيلات صوتية هي «ديلفين ريكوردز» في سبعينيات القرن العشرين، وسميت باسم ابنة بول الأولى ديلفين ديشوت. وتعتبر ديلفين من رواد تصدير الموسيقى الفرنسية ومتخصصة في الموسيقى الآلية.
وقدم الكثير من العازفين منهم جان كلود بوريلي وريشار كليدرمان (1976) ونيكولا دو أنجيليس (1981) ودييغو مودينا (1991).
اشترك دو سانفيل وتوسان مع العديد من المعدين الفرنسي مثل جيرار ساليس وإيرفي روي، برونو ريبيرا، ومارك مينييه. وكانت معظم تسجيلاتهم لموسيقى كلايدرمان.
بالاد بور أدلين، إلى حب مشابه، ورسالة إلى أمي، هي أكبر النجاحات الساحقة في تسجيلات كلايدرمان. وهذه الألحان أساسا من تأليف دو سانفيل. وهو ألف حوالي 400 لحنا لكلايدرمان. وشاركه في تلك الألحان توسان وجان بودلو.
وتمثل مجموعة ديلفين 15 شركة وشركة إنتاج سينمائي وفيديوهات أغاني، ووكالة للإعلان واختيار الممثلين ووكالة توظيف ممثلين وكذلك وكالتين لعارضي الأزياء. وتمتلك أربع استوديوهات تسجيل في فندقهم الخاص.

## الحياة الشخصية
يستمتع بول دو سانفيل بالموسيقى الكلاسيكية. ويفضل جوسيبي فيردي. ويجمع لوحات عصرية وتحف قديمة. ويملك تمثال حصان من نحت سلفادور دالي.
امتلك حصان السبق لاميرال موزون بالشراكة مع جان فيليب دوشيه. وفاز الحصان في إيليتلوبيت في عام 2007 بجانب سباقات أخرى.

## روابط خارجية
- بول دو سانفيل على موقع IMDb (الإنجليزية)
- بول دو سانفيل على موقع ميوزك برينز (الإنجليزية)
- بول دو سانفيل على موقع ديسكوغز (الإنجليزية)
- بول دو سانفيل على موقع قاعدة بيانات الفيلم (الإنجليزية)